# 셰일라 올리버
킴벌리 앤 구아다뇨(Kimberly Ann Guadagno, 1959년 4월 13일 ~ 2023년 8월 1일)는 미국의 정치인이다.

## 학력
- 링컨 대학교 인문사회 학사
- 컬럼비아 대학교 사회복지 석사

## 경력
- 2004.01 ~ 2018.01 제211·212·213·214·215·216·217대 뉴저지 제34선거구 하원의원
- 2010.01 ~ 2014.01 제169대 뉴저지 하원의장
- 2018.01 ~ 2023.08 뉴저지 지역사회부 국장
- 2018.01 ~ 2023.08 제2대 뉴저지 부지사

## 역대 선거 결과
| 선거명      | 직책명                       | 대수  | 정당   | 득표율 | 득표수      | 결과 | 당락               |
| ----------- | ---------------------------- | ----- | ------ | ------ | ----------- | ---- | ------------------ |
| 2003년 선거 | 하원의원 (뉴저지 제34선거구) | 211대 | 민주당 | 31.05% | 16,504표    | 2위  | 뉴저지 주의원 당선 |
| 2005년 선거 | 하원의원 (뉴저지 제34선거구) | 212대 | 민주당 | 50.88% | 32,501표    | 1위  | 뉴저지 주의원 당선 |
| 2007년 선거 | 하원의원 (뉴저지 제34선거구) | 213대 | 민주당 | 34.64% | 14,755표    | 2위  | 뉴저지 주의원 당선 |
| 2009년 선거 | 하원의원 (뉴저지 제34선거구) | 214대 | 민주당 | 34.94% | 30,379표    | 1위  | 뉴저지 주의원 당선 |
| 2011년 선거 | 하원의원 (뉴저지 제34선거구) | 215대 | 민주당 | 37.11% | 15,462표    | 2위  | 뉴저지 주의원 당선 |
| 2013년 선거 | 하원의원 (뉴저지 제34선거구) | 216대 | 민주당 | 38.05% | 27,095표    | 1위  | 뉴저지 주의원 당선 |
| 2015년 선거 | 하원의원 (뉴저지 제34선거구) | 217대 | 민주당 | 41.90% | 13,294표    | 2위  | 뉴저지 주의원 당선 |
| 2017년 선거 | 뉴저지 부지사                | 2대   | 민주당 | 56.03% | 1,203,110표 | 1위  | 뉴저지 부지사 당선 |
| 2021년 선거 | 뉴저지 부지사                | 2대   | 민주당 | 51.23% | 1,339,471표 | 1위  | 뉴저지 부지사 당선 |